# Hatkî (Radenîci), Mostîska
Hatkî (în ucraineană Хатки) este un sat în comuna Radenîci din raionul Mostîska, regiunea Liov, Ucraina.

## Demografie
Componența lingvistică a localității Hatkî
     Ucraineană (100%)
Conform recensământului din 2001, toată populația localității Hatkî era vorbitoare de ucraineană (100%).